# Baldomero Vega de Seoane y Andrea Pérez
Baldomero Jacinto Vega de Seoane y Andrea Pérez (Sant Sebastià, 31 de desembre de 1850 - El Escorial, març de 1910) fou un militar i polític espanyol, pare d'Eduardo Vega de Seoane y Echevarría, diputat a les Corts Espanyoles durant la restauració borbònica.
Era capità de fragata i milità al Partit Liberal de la província d'Alacant, posant-se de part del sector de José Canalejas y Méndez. A les eleccions generals espanyoles de 1901, 1903, 1905, 1907 i 1910 fou elegit diputat per Pego, i va demanar al Congrés la construcció d'un port a Xàbia. A la seva mort fou substituït en el seu escó pel seu fill.